# Les Frères Clips
Les frères Clips est une série de bande dessinée belge humoristique dont l'auteur est Marcel Denis.

## Synopsis
Les frères Clips sont des inventeurs qui créent des objets complètement loufoques comme la machine à faire les cocottes en papier ou le coupe-cigare universel.

## Personnages
- Jules, est un des deux frères. Il est farfelu.
- Jonas, est l'autre frère. C'est le plus inventif des deux.
- Le ministre Beausillon, rêve de gloire avec les inventions des deux frères.

## Publication

### Revues
La série a été publiée dans le journal Spirou entre 1958 et 1969, la plupart sous forme de mini-récit :
- 6 récits courts, 1958-1966
- Mini-récits :

307. La Bulla-clipsette, 1966.
356. Le Bœuf ou moi !..., 1967.
371. Feu vert pour les couleurs !, 1967.
385. La Guerre secrète de la saucisse, 1967.
453. Le Zénobiac, 1969.
462. Jules II le robot, 1969.
479. Le Grand Prix du Banalquivir, 1969.

### Albums
- Les Frères Clips, intégrale 1 (1958-1967), La Vache qui Médite, 2015 :
  - 6 récits courts
  - La Bulla-clipsette
  - Le Bœuf ou moi !...
  - Feu vert pour les couleurs !
- Les Frères Clips, intégrale 2 (1967-1969), La Vache qui Médite, 2015 :
  - La Guerre secrète de la saucisse
  - Le Zénobiac
  - Jules II le robot
  - Le Grand Prix du Banalquivir